# 中野哲爾
中野 哲爾（なかの てつじ、1979年2月16日 - ）は、愛媛県出身の躰道選手。己錬館館長。2005年ヨーテボリ世界選手権、2009年広島世界選手権、2013年ヘルシンキ世界選手権の個人法形金メダリスト。拓殖大学卒業。
大学時代から頭角を現し、全国学生躰道優勝大会にて活躍。卒業後は千葉県船橋市にて己錬館主催。2003年1月に己錬館を設立し、同年の全日本躰道選手権大会にて個人法形競技と個人実戦競技の2冠。2005年に初めて世界選手権に出場し、個人法形競技にて金メダル獲得。2017年の世界選手権では個人法形競技4連覇を達成。
幼稚園の時からフルコンタクト空手を始め、高校生の時にキックボクシングのプロライセンスを取得。拓殖大学進学後、高校の先輩に誘われて躰道部に入部。中学ではバスケ部。高校では器械体操部。

## 経歴
- 1999年 全国学生躰道優勝大会　男子個人法形競技1位
- 2000年 全国学生躰道優勝大会　男子個人法形競技1位
- 2000年 全日本躰道選手権大会　男子個人法形競技1位、男子団体展開競技1位
- 2003年 全国社会人躰道優勝大会　男子個人法形競技1位
- 2003年 全日本躰道選手権大会　男子個人法形競技1位、男子個人実戦競技1位
- 2004年 全国社会人躰道優勝大会　男子個人法形競技1位、最高師範杯
- 2004年 全日本躰道選手権大会　男子個人法形競技1位
- 2005年 世界躰道選手権大会　男子個人法形競技1位
- 2005年 全国社会人躰道優勝大会　男子個人法形競技1位、最高師範杯
- 2005年 全日本躰道選手権大会　男子個人法形競技1位、男子個人実戦競技3位
- 2006年 全国社会人躰道優勝大会　男子個人法形競技1位
- 2006年 全日本躰道選手権大会　男子個人法形競技2位、男子個人実戦競技2位
- 2007年 全国社会人躰道優勝大会　男子個人法形競技1位、最高師範杯
- 2007年 全日本躰道選手権大会　男子個人法形競技1位、男子個人実戦競技2位、男子団体展開競技3位
- 2008年 全国社会人躰道優勝大会　男子個人法形競技1位
- 2008年 全日本躰道選手権大会　男子個人法形競技1位、男子個人実戦競技1位、男子団体展開競技3位
- 2009年 全国社会人躰道優勝大会　男子個人法形競技1位
- 2009年 世界躰道選手権大会　男子個人法形競技1位、男子個人実戦競技2位、男子団体実戦競技1位
- 2009年 全日本躰道選手権大会　男子個人法形競技1位、男子個人実戦競技1位、男子団体展開競技2位
- 2010年 全日本躰道選手権大会　男子個人法形競技2位、男子個人実戦競技1位
- 2011年 全国社会人躰道優勝大会　男子個人法形競技1位
- 2011年 全日本躰道選手権大会　男子個人法形競技1位
- 2012年 全国社会人躰道優勝大会　男子個人法形競技1位
- 2012年 全日本躰道選手権大会　男子個人法形競技1位
- 2013年 世界躰道選手権大会　男子個人法形競技1位

## 出演

### 映画
- 英雄傳（2025年5月23日公開予定） - 哲 役[3]